# August Hellmann

August Hellmann

Carl-August Hellmann (* 5. Juni 1870 in Hamburg; † 7. August 1939 ebenda) war ein deutscher Pädagoge, Funktionär der Lehrerbewegung und sozialdemokratischer Politiker.

## Leben
Hellmann schloss die Realschule ab. Anschließend besuchte er ein Lehrerseminar und hörte akademische Vorlesungen mit Schwerpunkt Geschichte. Danach arbeitete er zunächst auftragsweise als Lehrer und dann bis 1923 als Volksschullehrer in Hamburg. Im Jahr 1894 trat Hellmann der SPD bei. Er war als Lehrer und Organisator im Arbeiterbildungswesen sowie in der Arbeiterjugendbewegung tätig. Zwischen 1896 und 1897 war er Herausgeber der Zeitschrift „Jugendschriften-Warte“ und war Vorsitzender des „Vereinigten Deutschen Prüfungsausschusses für Jugendschriften.“ Dieselbe Funktion übte er auch 1896 bis 1898 auch für Hamburg aus. Im Jahr 1909 war er Mitbegründer und bis 1912 Vorsitzender des Lehrervereins „Sozialwissenschaftliche Vereinigung“ in Hamburg. Er setzte sich für eine Schulreform und das Volksbildungswesen ein. Hellmann nahm von 1915 bis 1918 im Range eines Unteroffiziers am Ersten Weltkrieg teil. Dabei war er von 1916 bis 1918 Lehrer und Lehrerausbilder beim Militärkreisamt Kowno. Zuständig war er für deutschsprachige, polnische, ukrainische und jüdische Schulen, wie das Jüdische Realgymnasium, das Joseph Carlebach daselbst aufgebaut hatte.

## Politik
Im Jahr 1919 gehörte Hellmann zu den Mitbegründern des Hauptausschusses der Arbeitsgemeinschaft sozialdemokratischer Lehrer. Bis 1922 blieb er Mitglied in diesem Gremium. Außerdem war er Mitglied in der Hauptstelle für Jugendwohlfahrt des Deutschen Lehrervereins. Hellmann war zwischen 1919 und 1921 Mitglied der Weimarer Nationalversammlung. Dem Reichstag gehörte er von 1920 bis 1923 an. Von 1919 bis 1921 und erneut von 1924 bis 1927 war er auch Mitglied der Hamburger Bürgerschaft. Innerhalb der SPD war seit 1921 Mitglied im Zentralbildungsausschuss. Auch beteiligte er sich als Autor an der Arbeiterpresse. Hauptberuflich war Hellmann von 1923 bis 1933 zweiter Direktor des Hamburger Jugendamtes.